# Проект за небесно писане
„Проект за небесно писане“ (на английски: Project for Sky-Writing) е творба от френския творец Робърт Филоу от 1971 г.
Фотографията представлява ситопечат на хартия с размери 69 x 96,5 cm. Робърт Филоу е аст от движението Флуксус и Дада. През 1971 г. неговата творба става част от серия печатни произведения на изкуството в колекцията на Музея за съвременно изкуство в Антверпен, Белгия.